# Dogs of Berlin
Dogs of Berlin è una serie televisiva tedesca creata, diretta, prodotta e sceneggiata da Christian Alvart. È la seconda serie tedesca prodotta da Netflix dopo Dark.
La serie è stata interamente pubblicata il 7 dicembre 2018 su Netflix.

## Trama
La serie si incentra sull'omicidio di un calciatore turco-tedesco che cade vittima di un crimine alla vigilia di una partita di calcio internazionale.
Molte piste sembrano possibili: da quella che sospetta i neo-nazisti del quartiere di Marzahn a quella che porta al clan turco della superstar del calcio. Le indagini, tuttavia, vanno anche nella direzione della mafia di Berlino, che ha preso di mira i più importanti uffici della capitale.

## Personaggi e interpreti

### Principali
- Erol Birkan, interpretato da Fahri Yardım
Poliziotto turco-tedesco
- Kurt Grimmer, interpretato da Felix Kramer
Poliziotto di Berlino Est
- Paula Grimmer, interpretata da Katharina Schüttler
- Sabine "Bine" Ludar, interpretata da Anna Maria Mühe
- Gert Seiler, interpretato da Urs Rechn

### Altri
- Kais Setti
- Mohammed Issa
- Deniz Orta
- Katrin Sass
- Sebastian Zimmler
- Alina Stiegler
- Hannah Herzsprung
- Antonio Wannek
- Mišel Matičević
- Ivan Vrgoč
- David Bennent
- Jasna Fritzi Bauer
- Constantin von Jascheroff
- Imad Mardnli
- Uwe Preuss
- Branko Tomović

## Episodi
| Stagione       | Episodi | Pubblicazione Germania | Pubblicazione Italia |
| -------------- | ------- | ---------------------- | -------------------- |
| Prima stagione | 10      | 2018                   | 2018                 |

## Produzione
Sigi Kamml di Syrreal Entertainment produce la serie in collaborazione con Siegfried Kamml e Christian Alvart, che è anche il creatore, il regista e lo sceneggiatore della serie. Le riprese sono iniziate il 2 novembre 2017 e si sono svolte a Berlino. Le prime immagini della produzione in corso sono state mostrate nell'aprile 2018.